# Ivan Pelizzoli
Ivan Pelizzoli, född 18 november 1980, är en italiensk före detta fotbollsmålvakt som bland annat spelade för Roma.